# Fundación Internacional María Luisa de Moreno
La Fundación Internacional María Luisa de Moreno -FIMLM- (en inglés: Maria Luisa de Moreno International Foundation -MLMIF-) es una organización sin ánimo de lucro -ONG- creada en Colombia en el año 2000, con presencia en 11 países, conocida comúnmente como Fundación María Luisa.
Fue creada por la dirigente cristiana María Luisa Piraquive quien funge como presidente y se dedica a beneficiar a las comunidades más vulnerables a través del desarrollo de programas enmarcados en valores. Siendo un caso de ayuda humanitaria cristiana, se constituye en la principal institución benefactora de la Iglesia de Dios Ministerial de Jesucristo Internacional para la práctica concreta del amor al prójimo. 

## Historia
Esta fundación fue constituida por María Luisa Piraquive y sus hijos en el año 2000 con el propósito de realizar obras de ayuda humanitaria, enfocando su trabajo al servicio y la búsqueda de soluciones a las necesidades de las personas que viven en condiciones de pobreza y vulnerabilidad.  
Empezó en el año 2000 desarrollando proyectos en Bogotá, de atención a la niñez y la familia como el programa: "Aprendiendo a Crecer", que implementó actividades de seguridad alimentaria y nutricional, abarcando niños en condiciones de extrema pobreza y vulnerabilidad de la localidad de Ciudad Bolívar en esa ciudad; sector de periferia urbana que se conoce aún por sus altos índices de marginalidad.
En el año 2007, en cooperación con la Fundación Belcorp se realizan capacitaciones empresariales a micro-empresarios en la formación empresarial y comercial, a mujeres cabeza de hogar para la prevención de la violencia de género en varias regiones de Colombia. En los años siguientes, adicionan asistencia escolar, talleres pedagógicos y talleres sobre pautas de crianza para los padres/cuidadores.
En el año 2011, la Fundación sale del territorio colombiano dando paso a un nuevo enfoque de trabajo por programas y proyectos, implementando de esta manera tres líneas estratégicas de trabajo con las que cuenta en la actualidad, enfocadas en la educación, el emprendimiento y la ayuda humanitaria, priorizando el apoyo a niños, adulto mayor, micro-empresarios y mujeres cabeza de familia.
Durante los años 2015 y 2016 gana el concurso “Mejor Spot Social de Latinoamérica” organizado por “THE FORUM”, el programa de responsabilidad social de Generación DirecTV.
En 2022 el alcalde de la ciudad de Reni (Ucrania) en la óblast de Odesa certificó la importante ayuda humanitaria de la FIMLM durante la guerra entre Rusia y Ucrania.
Los detalles del origen se encuentran en la autobiografía de María Luisa Piraquive, titulada Vivencias.

## Capítulos locales
Las oficinas se encuentran ubicadas en Colombia y España. Sin embargo los proyectos de la fundación María Luisa tienen un alcance internacional. Para continuar con ese alcance sobre un nivel de articulación, la fundación construye una red internacional de organizaciones adscritas.
Los capítulos locales, aunque por las normas de cada nación, aparecen jurídicamente independientes, comparten plenamente los objetivos de la Fundación Internacional María Luisa de Moreno y los apoyan dentro de una región geográfica específica. 
Los siguientes son los capítulos de la fundación en diferentes países de América y Europa: Bolivia, Canadá, Chile, Ecuador, Inglaterra, Panamá, Perú, Suiza y México; con proyecciones de expansión a Francia y Alemania.

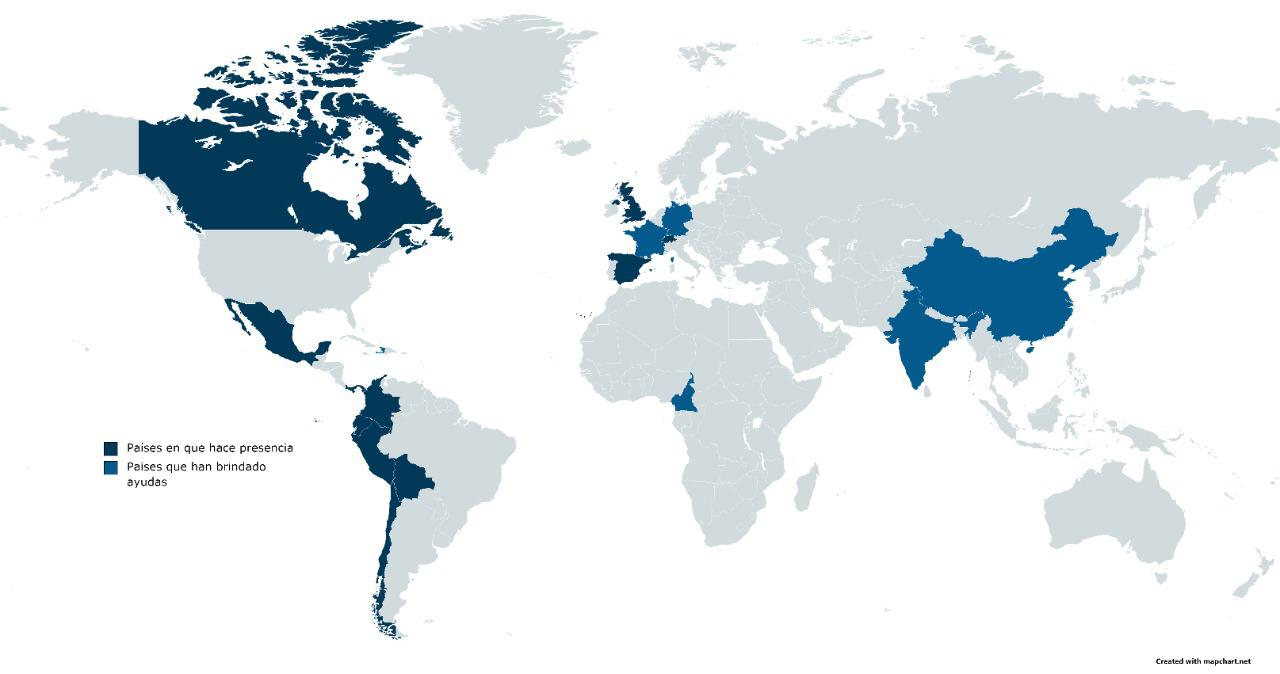
Países en que hace presencia la Fundación Internacional María Luisa de Moreno

Desde las oficinas de la FIMLM en Inglaterra y Canadá, han brindado ayudas en estos países: Bangalore, India; Shanghái, China; Haití, el Caribe; y Camerún, África.
Operando en campo en Rumania y Polonia, organizados desde sus oficinas en Suiza, Inglaterra y España, presta abundante ayuda humanitaria durante el Conflicto ruso-ucraniano de 2022, cooperando arduamente en la crisis de refugiados ucraniana.

## Patronos
La Fundación Internacional María Luisa de Moreno, a través del patronato vela por el cumplimiento de los objetivos estratégicos de la misma, coordinando y supervisando el funcionamiento ordinario de la ONG. 
El patronato de la Fundación:
| Nombre                | Cargo                  | Residencia                       | Fecha de inicio     | Fotografía |
| --------------------- | ---------------------- | -------------------------------- | ------------------- | ---------- |
| María Luisa Piraquive | Presidente             | Broward, Florida, Estados Unidos | 23 de abril de 2000 |            |
| Ángela Oviedo Rincón  | Vicepresidente Mundial | Madrid, España                   | 23 de abril de 2000 |            |
| César Eduardo Moreno  | Cofundador             | Madrid, España                   | 23 de abril de 2000 |            |

## Finanzas
La Iglesia de Dios Ministerial de Jesucristo Internacional soporta de continuo los gastos administrativos de la ONG, constituyéndose en la base financiera y de voluntariado de la Fundación María Luisa, aunque también cuenta con empresas y personas naturales donantes en sus millonarios proyectos. El doctor en Administración de Entidades Sin Ánimo de Lucro César Eduardo Moreno, es el fideicomisario de la fundación.

## Enfoque Social
Mediante programas enfilados a la educación, la ayuda humanitaria y el emprendimiento, facilita el acceso a la educación, proporciona asistencia humanitaria y promueve el emprendimiento y la productividad, buscando mejorar las condiciones de vida de las poblaciones que beneficia. El diseño de sus modelos de intervención social, busca la transformación del ser humano, basado en una cultura de valores y principios, para el mejoramiento de las condiciones de vida de la población vulnerable.
Ejecuta programas de desarrollo humano con modelos de intervención social mediante el método implementado por su fundadora: “Descubrir la Capacidad, una Oportunidad”. Para ello, la fundación desarrolla acciones transversales en diferentes ámbitos; la visión de la Fundación se estructura en el marco de los objetivos de desarrollo sostenible (ODS).

### Productividad e inclusión
Con el apoyo de gobiernos locales y empresarios, promueve la inclusión laboral de personas con diferentes tipos de discapacidad, a través del desarrollo de proyectos de empleabilidad conocido como: Programa Sin Limites, desarrollados inicialmente en Cali en el año 2015 y posteriormente en Tolima en el año 2017.
El 21 de junio de 2019 en Ginebra Suiza, María Luisa Piraquive intervino ante la ONU al exponer su modelo de inclusión productiva para personas con discapacidad, que se implementa en la Fundación Internacional María Luisa de Moreno. Este modelo es denominado "Descubrir la Capacidad una Oportunidad" y fue desarrollado e implementado por la educadora desde el año 2012 en la ONG.
Una de sus líneas de trabajo es el programa "Despertar Emprendedor", que busca dar elementos educativos de apoyo a la generación de microempresas.

### Ayuda Humanitaria
El 24 de agosto de 2012 en la Ciudad de Panamá, se realizó un evento llamado "Un día para el adulto mayor" donde se beneficiaron 400 adultos mayores y personas con discapacidad los cuales residían en zonas vulnerables y donde la Dra. María Luisa Piraquive realizó entrega de artículos y enseres para esta población.
En diciembre de 2016 la Fundación junto a la Armada Nacional de Colombia llevaron atención médica a las comunidades indígenas del departamento del Chocó en Colombia donde beneficiaron a cerca de 2500 habitantes de esta región.
En septiembre de 2017, fueron beneficiadas 650 personas en una jornada liderada por la Armada Nacional de Colombia y la Fundación Internacional María Luisa de Moreno, en el municipio de Puerto Carreño, Vichada (Colombia), donde se realizaron programas de atención médica y una zona recreativa para los niños de esta población.
En julio de 2018 en la ciudad de Armenia (Quindío, Colombia), la Fundación en el evento denominado "Un día con el niño" llevaron enseñanzas lúdicas y recreativas a 700 niños de esta región.
El 20 de enero de 2019 en Guayaquil (Ecuador), fueron 300 niños con discapacidad los beneficiados por la Fundación donde se les obsequiaron juguetes, alimentos, y útiles escolares, además de prestarles un acompañamiento en el desarrollo de sus destrezas.
El octubre de 2019, se realizó un evento en Esmeraldas Ecuador en apoyo a los adolescentes, niños, personas con discapacidad y adultos mayores en el evento llamado "Bienestar para el adulto mayor" que benefició a cerca de 300 personas en condición de vulnerabilidad
El 27 de noviembre del 2019, se conmemoró el Día internacional de la Discapacidad en Querétaro México donde fueron beneficiadas 800 personas a través de la Fundación Internacional María Luisa de Moreno.
El 14 de diciembre de 2019, la Fundación realizó su primera jornada en la ciudad de Elche en España, donde realizó un evento que benefició a cerca de 300 personas mayores donde realizaron donaciones para esta población como elementos de cuidado personal y vestimenta invernal además de asistencia psicológica.
Varias de las labores sociales de la fundación.

### Educación

#### Programa Construyendo Escuelas

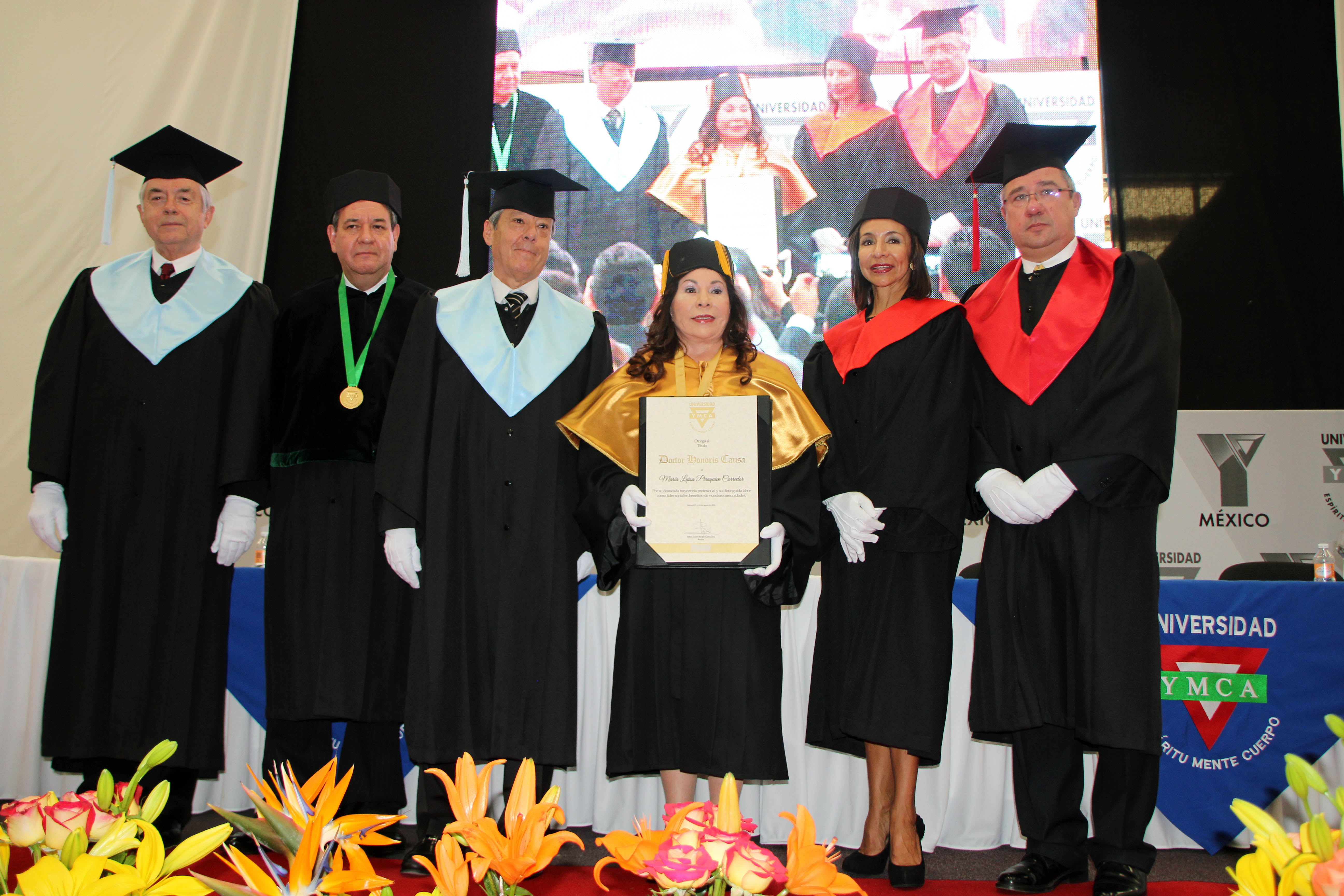
Dra. María Luisa Piaquive (en el centro) recibe un Doctorado Honoris Causa, que le otorgó la Universidad YMCA de México, por su labor educativa.

Realizan construcción, reconstrucción y dotación de instituciones educativas públicas para estudiantes de educación primaria ó bachillerato técnico laboral de regiones apartadas y vulnerables, generando entornos educativos para población vulnerable. Han construido 6 escuelas y han realizado 4 mejoras estructurales en instituciones educativas en diferentes regiones de Colombia, resaltándose que las instituciones conservan su carácter público. 

##### Escuela Huila
La Institución Educativa Rural la Gabriela, en el departamento del Huila, es una de las escuelas completamente construidas y dotadas por la Fundación que funciona como internado, beneficia a niños que solían desplazarse 3 horas a caballo o en lancha para llegar a su sitio de estudio antes de la construcción. El lugar es conocido como Resguardo Indígena Tama Páez La Gabriela en el departamento del Huila y fueron más de 90 indígenas Tama-Páez de escasos recursos los beneficiados en la apertura. Cuenta con 3 salones, sala de cómputo, biblioteca, comedor, parque infantil y cancha de fútbol, y año tras año la Fundación les provee servicios de salud, útiles escolares y uniformes a los estudiantes.

##### Escuela La Guajira
El Centro Etnoeducativo Pruritchamana ubicado en el resguardo Indígena Pulikchamana, departamento de La Guajira cuenta con 5 aulas, comedor, cocina, baños, sala de cómputo, biblioteca en cada salón, zona recreativa, cancha de fútbol, huerta y servicios de energía y acueducto beneficiando a 180 niños indígenas de escasos recursos al momento de su apertura, pues antes las clases se realizaban bajo los árboles sin agua, luz, ni baños.

##### Escuela Caquetá
La Institución Educativa Mixta Rural María Luisa de Moreno fue inaugurada a finales del año 2012 está localizada en la vereda Villa Luz, zona rural de Cartagena del Chairá. El proyecto tuvo un costo de 1.200 millones de pesos colombianos (COP), 300 millones menos que lo inicialmente presupuestado.

##### Colegio técnico
En 2022, en honor al pastor Luis Eduardo Moreno la fundación inició un ambicioso proyecto de remodelación y equipamiento de la Institución Educativa Técnica Jorge Eliécer Gaitán donde Moreno se graduó de bachiller en 1953,
| Nombre                                                               | Departamento | Fecha         |
| -------------------------------------------------------------------- | ------------ | ------------- |
| Institución Educativa Rural Mixta María Luisa de Moreno              | Caquetá      | 2012          |
| Institución Educativa Rural la Gabriela                              | Huila        | 2012          |
| Centro Etnoeducativo Pruritchamana                                   | La Guajira   | 2013          |
| Centro Educativo Puente Umbría- Sede Sirguía Baja en Belén de Umbría | Risaralda    | 2014          |
| Institución Educativa Alto Nubia                                     | Caldas       | 2014          |
| Misak Misak Ala Kusreinuk Minga Educativa Intercultural Kurak Chak   | Cauca        | 2014          |
| Institución Educativa Manuela Ayala Gaitán                           | Cundinamarca | 2016          |
| Institución Educativa Puerto Cesar                                   | Antioquia    | 2016          |
| Institución Educativa Tierra Negra sede Mirabuenos                   | Santander    | 2019          |
| Institución Educativa Técnica Jorge Eliécer Gaitán                   | Tolima       | desde el 2022 |

#### Programa Mi Nueva Familia
Brindan patrocinio educativo a los niños y niñas de las escuelas construidas y adecuadas por la Fundación, dando continuidad al proceso de formación integral iniciado por el programa Construyendo Escuelas. Con este programa, se entregan los implementos necesarios para la educación de los niños: kits escolares, uniformes de uso diario y deportivo (ir al colegio con uniforme es común en Sudamérica), refrigerios balanceados en horario escolar, valoración médica y fortalecimiento en valores.

#### Programa Convenios Educativos.
Por medio de convenios con instituciones educativas, se beneficia a niños, jóvenes y adultos de diferentes regiones y países, facilitando que con descuentos, accedan o continúen en la educación superior o en la media.

## Reconocimientos
La Fundación María Luisa ha recibido distintos reconocimientos, tanto en Colombia como en algunos países, en su mayoría, de personas y entidades que exaltan el compromiso social que la Fundación demuestra con la permanente labor dirigida a ayudar a los más necesitados, haciéndolo de una forma organizada, con altos estándares de calidad en procesos de planeación, logística y ejecución, mediante la aplicación de nuevos métodos para llegar a diferentes poblaciones, entre ellas a personas con discapacidad, a los campesinos, a las personas que habitan en las zonas rurales y campos de Colombia, que tienen vocación agrícola, que quieren capacitarse y formarse para ser empresarios que pueden comercializar sus productos, de una manera sostenible.
En el 2011 la red social Via Nostrum que fue desarrollada por la Fundacíon fue galardonada con el premio FRIDA por su impacto a través de Internet para el desarrollo de Latinoamérica.
El 21 de junio de 2019 en Ginebra Suiza, María Luisa Piraquive interviene ante el Programa de las Naciones Unidas para el Desarrollo, donde expuso su modelo de inclusión productiva para personas con discapacidad, que se implementa en la Fundación Internacional María Luisa de Moreno. Este modelo es denominado "Descubrir la Capacidad una Oportunidad" y fue desarrollado e implementado por la educadora desde el año 2012.